# Bruchus ervi
Bruchus ervi là một loài bọ cánh cứng trong họ Bruchidae. Loài này được Frolich miêu tả khoa học năm 1799.